# Neches River
Neches er en 669 km lang  flod som løber fra nord mod syd i det østligste  Texas i USA. Den løber ud i den Mexicanske Golf lige vest for grænsen til Louisiana. Den  har et afvandingsområde på 25.926 km². Ved dens nedre løb ligger det vigtige beskyttede  skovområde Big Thicket National Reserve. Neches løber ud i  i samme lagune som grænsefloden  Sabine River.